# Guapira rotundata
Guapira rotundata är en underblomsväxtart som först beskrevs av August Heinrich Rudolf Grisebach, och fick sitt nu gällande namn av Cyrus Longworth Lundell. Guapira rotundata ingår i släktet Guapira och familjen underblomsväxter. Inga underarter finns listade i Catalogue of Life.